# Beautiful Days (OKAMOTO'Sの曲)
「Beautiful Days」（ビューティフルデイズ）は、OKAMOTO'Sの8枚目のシングル。2015年11月25日にAriola Japan（Sony Music Labels）から発売された。期間生産限定盤は、アニメ「銀魂°」描き下ろしの7inch仕様のジャケットとなっている。また、特典DVDには「Dance With Me」「Dance With You」のミュージックビデオと6thアルバム「OPERA」のティザームービーも収録。

## 概要
前作「Dance With Me/Dance With You」に続く2015年3枚目のシングル。ロック・オペラをテーマにした6thアルバム「OPERA」のもう一つのエンディングとして制作された。オカモトショウは「日々起きる良い出来事も嫌な出来事も、その全てが美しい。そんな気持ちで人生を歩んでゆくメッセージが詰まった曲だと思ってます」と述べている。

## 収録曲

### 通常盤
1. Beautiful Days [3:52]
  - 作詞：オカモトショウ / 作曲：オカモトショウ、オカモトコウキ / 編曲：OKAMOTO'S
Strings & Additional Arrangement：佐橋佳幸

テレビ東京系アニメ「銀魂°」オープニングテーマ。
2. ヤバコウキ [1:56]
  - Produced by オカモトコウキ
作詞・作曲・編曲：オカモトコウキ

メンバーが毎月配信しているYouTube番組「オカモトーーーク！」のエンディングテーマとして、オカモトコウキが作詞・作曲・編曲・演奏・歌唱を行った[2]。
3. Shall We Dance [3:20]
  - 作詞・作曲：オカモトショウ

VISA「デビットカード」WEB CMソング。CMにはオカモトショウとハマ・オカモトが出演している。

### 期間生産限定盤
1. Beautiful Days [3:52]
2. Beautiful Days (TV Size) [1:33]
3. Beautiful Days (instrumental) [3:52]
4. Beautiful Days (TV Size / instrumental) [1:33]
5. Beautiful One Day [2:36]
  - 作詞：オカモトショウ / 作曲：オカモトレイジ、オカモトショウ

6thアルバム「OPERA」よりシングルバージョンとして収録。

## クレジット
Beautiful Days
- OKAMOTO'S：Chorus
  - オカモトショウ：Vox, Percussion
  - オカモトコウキ：E.Guitars, A.Guitar
  - ハマ・オカモト：Bass
  - オカモトレイジ：Drums
- 大石真理恵：Percussion
- 金原千恵子Strings：Strings
- Recorded by 川口聡, 山口州治
- Mixed by 川口聡

ヤバコウキ
- オカモトコウキ：Vox, Rap, Scream, E.Guitar, Bass, Drums, Keyboards, Chorus
- Recorded & Mixed by オカモトコウキ

Shall We Dance
- OKAMOTO'S：Chorus
  - オカモトショウ：Vox
  - オカモトコウキ：E.Guitar, Piano
  - ハマ・オカモト：Bass
  - オカモトレイジ：Drums
- Recorded & Mixed by 瀧澤大介

- Recorded at Studio Sound DALI, studio GREENBIRD, innig recording hostely, Freedom Studio, ANDY'S STUDIO
- Mixed at Studio Sound DALI, CASBAH-SOUND-STUDIO, Freedom Studio
- Art Work & Design：菅谷晋一